# Cinema Mundo
Cinema Mundo é um programa de televisão português, uma sessão de filmes exibida pela RTP1 semanalmente à noite, aos sábados.

## Filmes Exibidos na Cinema Mundo

### 2016
| Dia de exibição         | Título do filme e ano              | País de origem       | Elenco principal | Tempo de exibição     |
| ----------------------- | ---------------------------------- | -------------------- | --- | --------------------- |
| 6 de fevereiro de 2016  | Elizabeth - A Idade de Ouro (2007) | Reino Unido · França | Cate Blanchett, Clive Owen, Geoffrey Rush | 2 horas e 6 minutos   |
| 13 de fevereiro de 2016 | Dia dos Namorados (2010)           | Estados Unidos       | Jessica Alba, Kathy Bates, Jessica Biel, Bradley Cooper, Eric Dane, Patrick Dempsey, Hector Elizondo, Jamie Foxx, Jennifer Garner, Topher Grace, Anne Hathaway, Ashton Kutcher, Queen Latifah, George Lopez, Shirley MacLaine, Emma Roberts, Julia Roberts, Taylor Swift, Taylor Lautner, Carter Jenkins | 2 horas e 23 minutos  |
| 20 de fevereiro de 2016 | Duas Vidas (2012)                  | Alemanha · Noruega   | Juliane Kohler, Liv Ullmann, Sven Nordin | 1 hora e 52 minutos   |
| 27 de fevereiro de 2016 | Um Coração Dividido (2011)         | França · Reino Unido | Michelle Yeoh, David Thewlis, Jonathan Woodhouse | 2 horas e 130 minutos |